# Dravidoseps pruthi
Dravidoseps pruthi — вид сцинкоподібних ящірок родини сцинкових (Scincidae). Ендемік Індії. Вид названий на честь індійського ентомолога Хема Гінгха Прутхі (1897–1969).

## Поширення і екологія
Dravidoseps pruthi мешкають в Східних Гатах в штаті Тамілнад. Вони живуть в сухих тропічних лісах.